# Studio Tecnica Meccanica
Lo Studio Tecnica Meccanica (anche conosciuto come Tec-Mec) è stata un'azienda operante nel campo delle competizioni automobilistiche, fondata da Valerio Colotti nel 1958. Partecipò ad un Gran Premio di Formula 1.
Lo Studio Tecnica Meccanica usò una versione della Maserati 250F migliorata e più leggera. I miglioramenti furono fatti da Colotti, che progettò la 250F, e finanziati da Lloyd Casner della Casner Motor Racing Division.
La scuderia partecipò a una sola gara di Formula 1, più precisamente il Gran Premio degli Stati Uniti del 1959, ma la vettura, guidata da Fritz d'Orey completò sei giri prima di ritirarsi.
Colotti vendette l'azienda alla fine dell'anno, ma la scuderia continuò a produrre vettura per la Formula Junior.

## Risultati in Formula 1
| Anno | Vettura      | Motore   | Gomme | Piloti |  |  |  |  |  |  |  |  |     | Punti | Pos. |
| ---- | ------------ | -------- | ----- | ------ |  |  |  |  |  |  |  |  | --- | ----- | ---- |
| 1959 | Tec-Mec 250F | Maserati | D     | d'Orey |  |  |  |  |  |  |  |  | Rit | 0     | -    |

| Legenda | 1º posto     | 2º posto | 3º posto    | A punti         | Senza punti/Non class.  | Grassetto – Pole position Corsivo – Giro più veloce |
| Legenda | Squalificato | Ritirato | Non partito | Non qualificato | Solo prove/Terzo pilota | Grassetto – Pole position Corsivo – Giro più veloce |